# Prades, Ariège
Prades là một xã trong vùng Occitanie, thuộc tỉnh Ariège, quận Foix, tổng Ax-les-Thermes. Tọa độ địa lý của xã là 42° 47' vĩ độ bắc, 01° 52' kinh độ đông. Prades nằm trên độ cao trung bình là 1499,5 mét trên mực nước biển, có điểm thấp nhất là 1078 mét và điểm cao nhất là 1921 mét. Xã có diện tích 28,97 km², dân số vào thời điểm 1999 là 47 người; mật độ dân số là 2 người/km².

## Thông tin nhân khẩu
| 1962 | 1968 | 1975 | 1982 | 1990 | 1999 |
| ---- | ---- | ---- | ---- | ---- | ---- |
| 88   | 97   | 73   | 67   | 53   | 47   |

## Địa điểm tham quan
- Nhà thờ Simon Petrus
- Pháo đài